# Imre Nagy

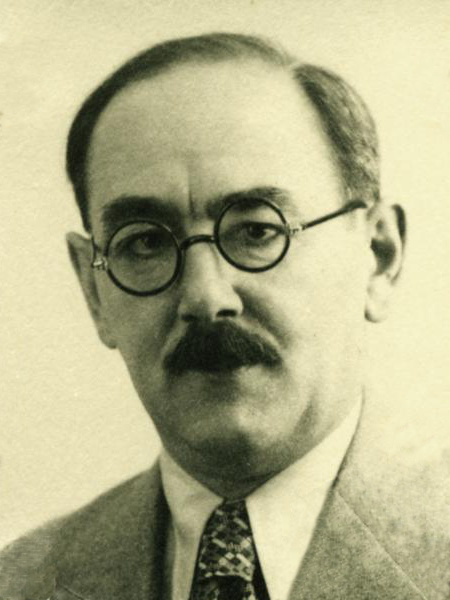
Imre Nagy in 1945

Imre Nagy [ˈimrɛ ˈnɒɟ] (Kaposvár, 7 juni 1896 – Boedapest, 16 juni 1958) was een Hongaars communistisch politicus. Hij was premier gedurende de Hongaarse Opstand in 1956. 

## Vroege leven
Imre Nagy kwam uit een boerenfamilie. Hij was aanvankelijk slotenmaker, maar tijdens de Eerste Wereldoorlog moest hij dienstdoen als militair in het Oostenrijk-Hongaarse Leger. Tijdens de oorlog geraakte hij in krijgsgevangenschap in Rusland, maar wist in 1917 te ontsnappen. Tijdens de Russische Revolutie schaarde hij zich aan de zijde der bolsjewieken (communisten). Na de revolutie werd hij Russisch staatsburger en lid van de Russische Communistische Partij. In juli 1918 maakte hij deel uit van het commando dat de tsarenfamilie uitmoordde, zoals blijkt uit de studie van Elisabeth Heresch.
In 1919 keerde Nagy naar Hongarije terug en werd staatssecretaris in de communistische radenregering van Béla Kun. Nadat deze op 1 augustus 1919 werd verpletterd en Boedapest was ingenomen door de "Witte Legers" van admiraal Miklós Horthy, vluchtte Nagy en ging hij in ballingschap in de Sovjet-Unie. Hij was tot 1944 werkzaam aan het Agronomisch Instituut van Moskou. Daarnaast studeerde hij landbouwkunde en werkte op een kolchoz.
Na de bevrijding van Hongarije van de nazi's keerde Nagy naar Hongarije terug en werd lid van het Politbureau van de Hongaarse Communistische Partij. In de voorlopige regering tot de verkiezingen van 1945 was hij minister van landbouw, en werd als zodanig populair vanwege zijn rol in de landhervormingen. Daarna was hij nog enige tijd minister van binnenlandse zaken, maar de partij liet hem al snel vervangen door László Rajk die meer bereid was om zijn positie te misbruiken om politieke tegenstanders van de partij uit te schakelen. In 1947 werd hij parlementsvoorzitter. Nadat de communisten definitief de macht hadden gegrepen, kwam Nagy op een politiek zijspoor terecht omdat hij scherpe kritiek had op de gedwongen collectivisatiepolitiek in de landbouw van de stalinistische leider Mátyás Rákosi. Hij werd in 1949 afgezet als parlementsvoorzitter en lid van het politbureau.
In datzelfde jaar kon hij, nadat hij "zelfkritiek" had uitgeoefend weer toetreden tot het Politbureau van de Hongaarse Verenigde Socialistische Arbeiderspartij (MSZMP). Van 1951 tot 1953 was hij vicepremier onder Rákosi.

## Premierschap (1953-1955)
Na de dood van Stalin verloor Rákosi veel van zijn krediet in de Sovjet-Unie, en de Russen, meer specifiek premier Georgi Malenkov, dwongen hem op 4 juli 1953 het premierschap over te dragen aan Nagy. Rákosi bleef wel secretaris-generaal van de partij.
Nagy begon meteen met een uitgebreid stelsel van hervormingen: de nadruk werd verlegd van de zware industrie naar de lichte industrie en de landbouw, de hoog opgeschroefde productienormen werden verlaagd, de koopkracht werd verhoogd door lagere prijzen en er werden op grote schaal nieuwe woningen gebouwd. De verplichte leveringen van de boeren aan de staat werden teruggeschroefd en een aanmerkelijk aantal van de collectieve boerderijen werd weer opgedoekt. Vele politieke gevangenen werden vrijgelaten en anderen postuum gerehabiliteerd, terwijl Gábor Péter, de voormalige leider van de ÁVO, de geheime dienst, tot levenslang veroordeeld werd. Ook werden er voorzichtige stappen genomen in de richting van een meer pluralistische politiek, waarin ook niet-communisten enige invloed hadden. In 1955 werd kardinaal József Mindszenty uit de gevangenis vrijgelaten en onder het minder streng huisarrest gesteld.
Binnen de partij was echter de groep rond Rákosi nog steeds machtig, en zowel Nagy als Rákosi hadden hun beschermheren onder de leiders in het Kremlin. Nikita Chroesjtsjov stond dichter bij de Rákosi-aanhangers zoals Vjatsjeslav Molotov dan bij de Nagy-gezinden zoals Georgi Malenkov. Zijn overwinning in de Russische machtsstrijd leidde ertoe dat Nagy op 18 april 1955 met Chroesjtsjovs toestemming werd afgezet. Een aantal maanden later werd hij zelfs uit de partij gezet.

## Hongaarse Opstand
In 1956 veroordeelde Nikita Chroesjtsjov tijdens een geheime rede bepaalde stalinistische leerstellingen, zoals de persoonsverheerlijking en de machtsconcentratie in één persoon. Als gevolg van Chroesjtsjovs rede viel een aantal Oost-Europese communistische kopstukken van hun sokkel. De destalinisatie die zich in de Sovjet-Unie en de andere Oostbloklanden voltrok had ook haar weerslag in Hongarije, waar de roep om afzetting van Rákosi en terugkeer van Nagy en diens hervormingspolitiek steeds luider werd. Op 18 juli 1956 werd Rákosi, zogenaamd om gezondheidsredenen maar in werkelijkheid op bevel van Moskou, aan de kant gezet. Hij vertrok naar Moskou. Zijn opvolger, Ernő Gerő was echter ook iemand van de harde, stalinistische lijn en een aanhanger van Rákosi, en de protesten bleven aanhouden. Wel werd Nagy, voornamelijk onder druk van Josip Tito, gerehabiliteerd. In oktober kwam hij terug in de partij.
De kritiek op het beleid van Gerő nam toe. Niet alleen onder bepaalde kopstukken binnen de arbeiderspartij, maar ook onder de bevolking. Al gauw hoorde men leuzen als "Weg met Gerő" en "Lang leve Nagy". In oktober 1956 veroordeelde de arbeiderspartij officieel de stalinistische processen en executies van vroegere partijleden en werden de excessen aan de kaak gesteld. 
Op 23 oktober 1956 gingen de mensen in Boedapest de straat op om te demonstreren tegen het stalinisme en de Russische bezettingsmacht. De partijleiding van de MSZMP was bang dat de demonstratie uit de hand zou lopen en dat het Rode Leger zou gaan schieten op de demonstranten. Tijdens een spoedzitting van het Centraal Comité werd Imre Nagy opnieuw tot premier benoemd. Nagy stelde verregaande hervormingen in het vooruitzicht. Op 25 oktober 1956 begonnen scherpschutters van de geheime dienst en Russische tanks op de demonstranten te schieten. De partijleiding van de MSZMP was zeer geschokt en dwong Gerő tot aftreden. De gematigde hervormer János Kádár werd partijsecretaris.

## Nagy opnieuw premier
Nagy riep na zijn nieuwe aantreden als premier de bevolking aanvankelijk op om kalm te blijven en de wapens neer te leggen, en beloofde een terugkeer naar de hervormingspolitiek van 1953-1955. Dit ging de demonstranten echter lang niet ver genoeg. Nagy was gedwongen te kiezen tussen het voeren van een harde lijn tegen de opstand en zich achter hun ideeën te scharen. Hij koos voor het laatste, en op 27 oktober veranderde hij de samenstelling van zijn kabinet: alle stalinistische hardliners werden verwijderd, en vervangen door niet alleen liberale communisten maar ook leden van andere politieke stromingen, zoals de voormalige president Zoltán Tildy van de Partij van de Kleine Landbouwers. Nagy verklaarde te streven naar een "Hongaarse weg naar het socialisme in overeenstemming met onze (de Hongaarse) waarden en de verbetering van de levensstandaard van de bevolking."
Nu gingen de ontwikkelingen snel: diverse politieke partijen en organisaties werden heropgericht, de staatsveiligheidsdienst werd ontbonden, 15 maart (de gedenkdag van de revolutie van 1848) werd een nationale feestdag en alle politieke gevangenen werden vrijgelaten. Op 29 oktober verlieten de sovjettroepen Boedapest, en Nagy verplaatste de zetel van zijn regering van het hoofdkantoor van de partij naar het parlement. Op 30 oktober verklaarde Nagy dat hij vrije verkiezingen wilde houden en dat er 'zo spoedig mogelijk' met de Sovjet-Unie overlegd zou worden over het vertrek van de sovjettroepen uit geheel Hongarije. 
De Sovjet-Unie vond echter dat Nagy veel te ver was gegaan, en overwoog militair ingrijpen. Het vliegveld van Boedapest werd op 1 november opnieuw door sovjettroepen bezet, en er kwamen meer in plaats van minder sovjettroepen het land binnen. De regering-Nagy reageerde hierop door uit het Warschaupact te stappen, en Hongarije tot neutraal land te verklaren. Hij riep de hulp in van het westen en de Verenigde Naties, maar verklaarde tegelijkertijd zijn intentie om de vriendschappelijke betrekkingen tussen Hongarije en de Sovjet-Unie te behouden. Op 2 november werd de regering opnieuw herschikt. Nog slechts 4 van de ministers waren communisten; alle belangrijke partijen waren vertegenwoordigd, ruwweg volgens de verhouding van de laatste parlementsverkiezingen van 1949. Hiermee waren ook de meer radicale opstandelingen tevreden gesteld, en de Hongaarse Opstand leek succesvol beëindigd te zijn. De stakers besloten het werk weer te hervatten, en de normale orde leek hersteld.

## De revolutie wordt neergeslagen
De Russische partijleider Nikita Chroesjtsjov en de andere leiders van Warschaupactlanden waren bezorgd, dat de Hongaarse revolutie als een kettingreactie zou werken en dat hun regimes ten val zouden komen. Op 4 november 1956 viel de Sovjet-Unie met tanks en legervoertuigen Hongarije binnen. Het Hongaarse leger werd snel verslagen. Veel regeringsleden, waaronder Nagy, hadden gehoopt dat het Westen hen te hulp zou komen, maar dit gebeurde niet. De voornaamste reden hiertoe was dat het Westen bang was voor een Derde Wereldoorlog, maar de (economisch) belangrijkere Suezcrisis leidde ook veel van de aandacht van regeringen en publieke opinie af. Nagy en een aantal regeringsleden kregen asiel in de Joegoslavische ambassade in Boedapest. Kardinaal Mindszenty kreeg door bemiddeling van Imre Nagy asiel in de Amerikaanse ambassade. János Kádár had de kant van de Russen gekozen, want hij vond de Hongaarse hervormingen "te ver gaan", en formeel kwamen de Russische troepen op verzoek van een tegenregering geleid door Kádár. Nog diezelfde dag werd de nieuwe regering-Kádár in Boedapest geïnstalleerd.
Kádár werd secretaris van de arbeiderspartij en beloofde Nagy en de andere ministers dat zij veilig het land konden verlaten. Op 23 november 1956 verliet Nagy de Joegoslavische ambassade. Hij wilde in de klaarstaande auto stappen, maar werd door Hongaarse geheime agenten overmeesterd en gevangengenomen. Dit gebeurde overigens ook met de andere ministers. Enige tijd werd hij in Roemenië vastgehouden. Hij werd naar Hongarije teruggebracht en in een geheim proces werd hij met anderen ter dood veroordeeld wegens hoogverraad en poging tot "omverwerpen van de democratische staatsorde".  
Op 17 juni 1958 maakte de Hongaarse regering bekend dat "verscheidene vroegere regeringsleden waren berecht en dat een aantal terechtgesteld waren." Onder de terechtgestelden, ter dood veroordeeld wegens "hoogverraad en samenzwering tegen de volksdemocratie" waren Imre Nagy, generaal Pál Maléter en Miklós Gimes, een journalist. Zij werden terechtgesteld (opgehangen)  in de tuin van de gevangenis. Hun lichamen werden begraven met hun gezicht naar beneden, gewikkeld in teerpapier en hun handen bijeen gebonden, in een primitieve doodskist. De doodskisten bleven daar begraven tot 1961 toen ze verplaatst werden naar de Kozma-straatbegraafplaats (Kozma utcai izraelita temető). Het lichaam van Imre Nagy werd begraven onder de valse naam Piroska Borbíró.

## Rehabilitatie

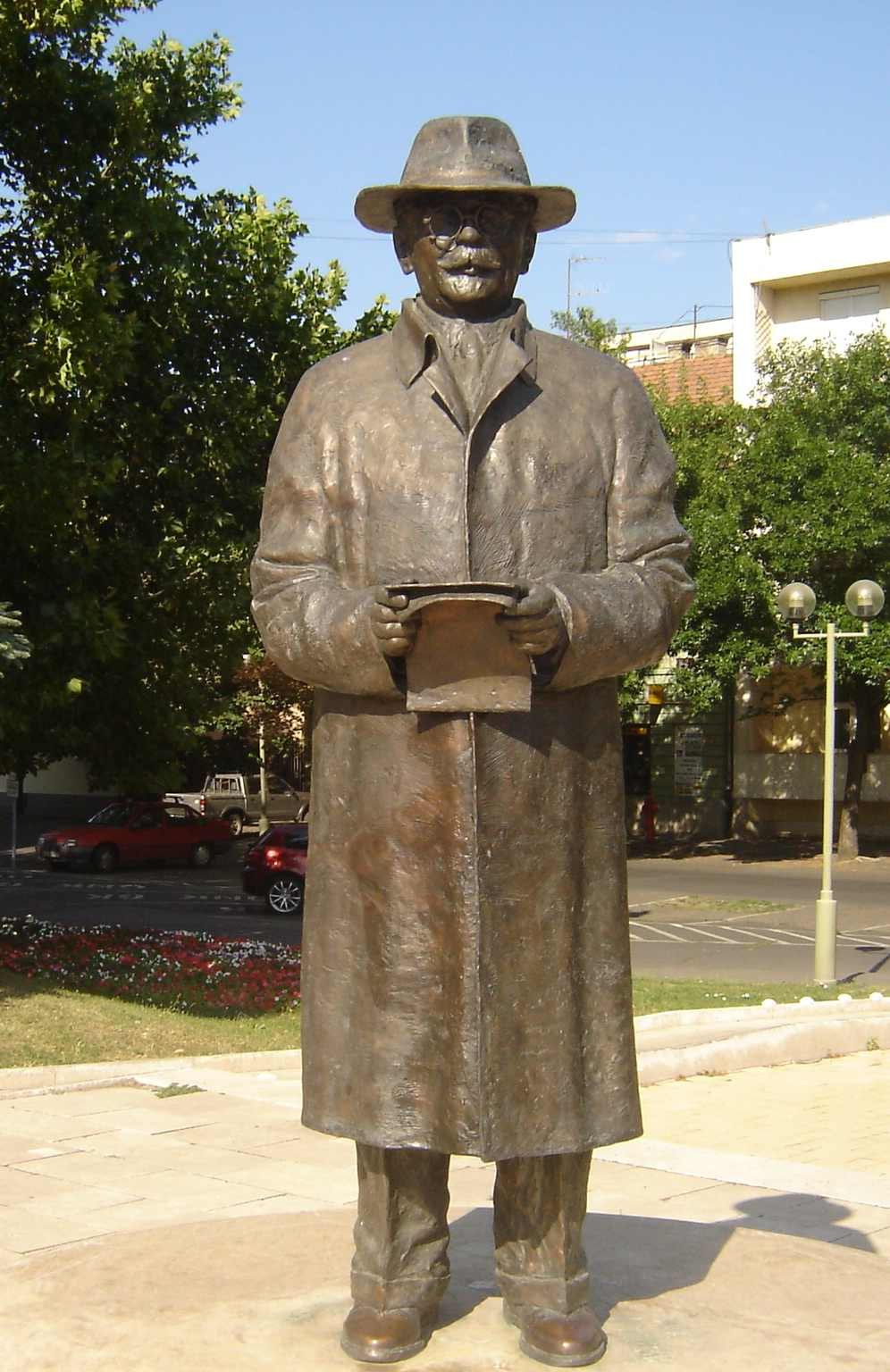
Standbeeld van Imre Nagy in Szeged.

Onder het regime van Kádár werd de Hongaarse opstand verzwegen. Kádár kwam in 1988 ten val en hervormingsgezinde communisten kwamen aan de macht. Onder hun bewind werd de Hongaarse opstand weer bespreekbaar. Op 6 juli 1989 maakte het Hongaarse Hooggerechtshof de volledige rehabilitatie van Imre Nagy en andere helden van 1956 bekend. Ironisch is dat op diezelfde dag János Kádár overleed. Op de dag af 31 jaar na zijn dood, op 16 juni, werden Nagy, Máleter en nog vier andere 'martelaren van de revolutie van 1956' herbegraven. 250.000 mensen woonden deze plechtigheid bij, en nog veel meer volgden het op de televisie.
- Bibsys: 90879568
- Bibliothèque nationale de France: cb11963956x (data)
- Gemeinsame Normdatei: 118586319
- International Standard Name Identifier: 0000 0001 2131 105X
- Library of Congress Control Number: n88652180
- Nationale Bibliotheek van Letland: 000039173
- Bibliotheek van het Japanse parlement: 00524684
- Nationale Bibliotheek van Tsjechië: jn20040109026
- Nationale Bibliotheek van Israël: 987007265857705171
- Nationale Bibliotheek van Polen: a0000001226814
- Nederlandse Thesaurus van Auteursnamen: 07216039X
- Réseau des bibliothèques de Suisse occidentale: 02-A013582631
- Istituto Centrale per il Catalogo Unico: RMSV929383
- LIBRIS: 265616
- SNAC: w6m04ws0
- Système universitaire de documentation: 027641368
- Virtual International Authority File: 46834329
- WorldCat: E39PBJmxXYH3Dv6QCBRC6hdfbd